# Żółtnica
Żółtnica – wieś w Polsce położona w województwie zachodniopomorskim, w powiecie szczecineckim, w gminie Szczecinek.
Przed 1945 rokiem nazwa Soltnitz, pochodząca od znajdującego się we wsi składu soli przy szlaku solnym Kołobrzeg - Szczecinek - Lędyczek.
We wsi znajduje się zabytkowy park dworski z drugiej połowy XIX wieku, kościół ryglowy Matki Boskiej Częstochowskiej z 1821, szkoła podstawowa, działa tu klub sportowy Wiarus Żółtnica. Znajdowała się tu dzwonnica z drugiej połowy XIX w., rozebrana w XXI w.
We wsi narodziła się tradycja wypieku chleba gwdowskiego.

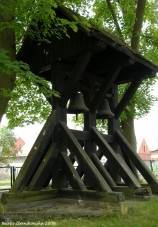
Dzwonnica z XIX wieku w Żółtnicy